# Paragyromitra infula
Paragyromitra infula é uma espécie de fungo da família Discinaceae. Os píleos de cor marrom-avermelhada escura dos ascomas desenvolvem uma forma característica de sela na maturidade, com as extremidades de ambos os lobos da sela esticadas em pontas afiadas que se projetam acima do nível do ascoma. O estipe é branco ou levemente tingido de marrom claro, liso por fora, mas oco com algumas câmaras internas.
P. infula é encontrada no Hemisfério Norte, geralmente no final do verão e no outono, crescendo em madeira podre ou em solo duro e compactado. A espécie é considerada não comestível, pois contém o composto tóxico giromitrina, que, quando metabolizado pelo corpo, é convertido em mono-metil hidrazina. A toxina pode ser removida por meio de um cozimento completo.

## Taxonomia
O fungo foi descrito pela primeira vez em 1774 pelo micologista alemão Jacob Christian Schäffer como Helvella infula (a grafia original do gênero era Elvela). Em 1849, Elias Magnus Fries estabeleceu o gênero Gyromitra, distinguindo-o de Helvella com base em um himênio giroso (marcado por linhas onduladas ou convoluções); o gênero foi baseado na espécie-tipo Gyromitra esculenta. Mais tarde, em 1886, o micologista francês Lucien Quélet transferiu a espécie para Gyromitra. Nas décadas seguintes, houve alguma confusão persistente quanto à correta classificação taxonômica desses fungos. Em 1907, Jean Boudier moveu tanto G. esculenta quanto H. infula para um novo gênero que ele chamou de Physomitra; ele manteve o gênero Gyromitra, mas "baseou-o em um caráter completamente diferente, de modo a excluir do gênero a própria espécie em que ele foi fundado". Em uma tentativa de reconciliar a confusão em torno da nomenclatura e identidade dos dois cogumelos, Fred J. Seaver propôs que ambos fossem sinônimos, representando formas variáveis da mesma espécie. Sua sugestão não foi adotada por micologistas posteriores, que identificaram várias diferenças entre as duas espécies, incluindo o período de frutificação, bem como diferenças macroscópicas e microscópicas. A espécie está agora classificada no gênero recém-criado Paragyromitra.
O epíteto específico vem do latim infǔla, uma faixa pesada de lã torcida usada por oficiais romanos em sacrifícios. Além disso, P. infula faz parte de um grupo de fungos coletivamente conhecidos como "morels falsos", assim chamados por sua semelhança com os verdadeiros morels comestíveis e altamente apreciados do gênero Morchella. Esse grupo inclui espécies como Gyromitra esculenta, Discina caroliniana e Discina gigas.

## Descrição
O píleo do ascoma (tecnicamente um apotécio) tem cerca de 2,5 a 9 cm de largura e altura, é de cor marrom-avermelhada a marrom-alaranjada e possui formato de sela com 2 a 4 lobos. É oco ou com câmaras internas e frequentemente desenvolve manchas marrom-escuras na superfície. Durante o desenvolvimento do ascoma, a periferia do píleo cresce no estipe abaixo, formando uma estrutura oca, aproximadamente em forma de sino, com a superfície fértil portadora de esporos (o himênio) do lado de fora; à medida que o crescimento da superfície do himênio continua a se expandir mesmo após se unir ao estipe, o himênio não consegue mais acompanhar e se arqueia em dobras e almofadas.
O estipe, em grande parte oco, mede entre 2 e 8 cm de altura e 1 a 2,5 cm de espessura, variando em cor de marrom-avermelhado a esbranquiçado ou até azulado, mas geralmente é mais claro que o píleo. O estipe é minuciosamente tomentoso – coberto por uma camada de pelos muito finos. A carne tem de 1 a 2 mm de espessura, é quebradiça, e varia de esbranquiçada a acastanhada. Não possui odor ou sabor notáveis.

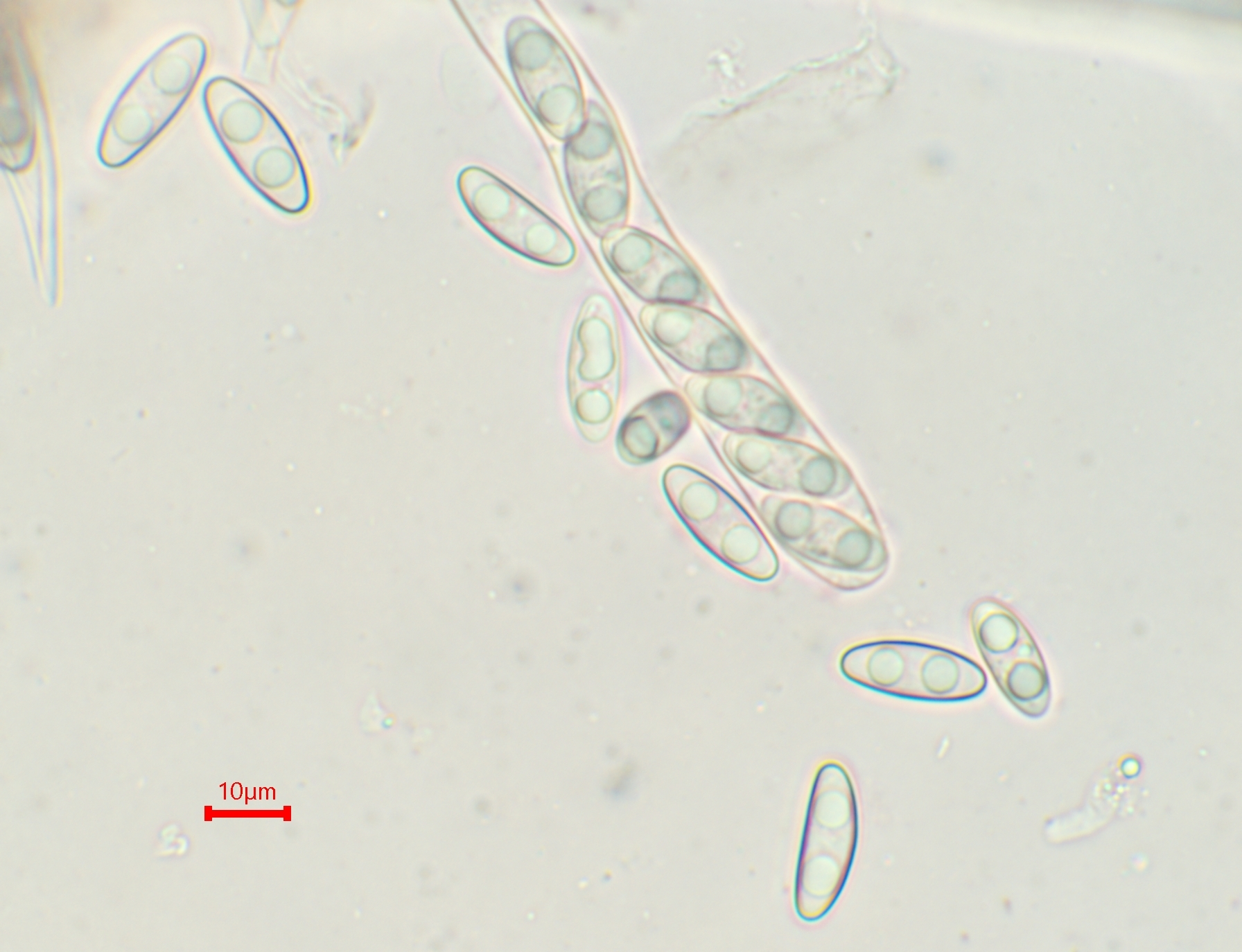
Esporos e asco.

Os esporos são elipsoidais, hialinos, lisos, de parede fina, com dimensões de 17–22 por 7–9 μm. Eles também são bigutulados, contendo duas grandes gotículas de óleo em cada extremidade. As células produtoras de esporos, os ascos, são aproximadamente cilíndricas, contêm oito esporos, são operculadas (abrem-se por uma tampa apical para liberar os esporos) e têm dimensões de 200–350 por 12–17 μm. O diâmetro das paráfises em forma de clava é de 7–10 μm no ápice.

### Espécies semelhantes
Gyromitra esculenta tem uma superfície enrugada (semelhante a convoluções cerebrais), não ondulada ou irregular como P. infula. Paragyromitra ambigua é muito semelhante em aparência, e embora geralmente não seja possível distinguir entre as duas espécies sem examinar características microscópicas, diz-se que P. ambigua tem tons roxos mais pronunciados no estipe e possui esporos maiores (cerca de 22–30 μm de comprimento). Discina brunnea é mais robusta, com um estipe branco e um píleo enrugado que geralmente não tem pontas.
O píleo em forma de sela de P. infula também pode levar à confusão com algumas espécies do gênero Helvella, mas esses últimos fungos geralmente têm cores mais acinzentadas e estipes mais finos e canelados (por exemplo, Helvella maculata, que tem carne distintamente branca).

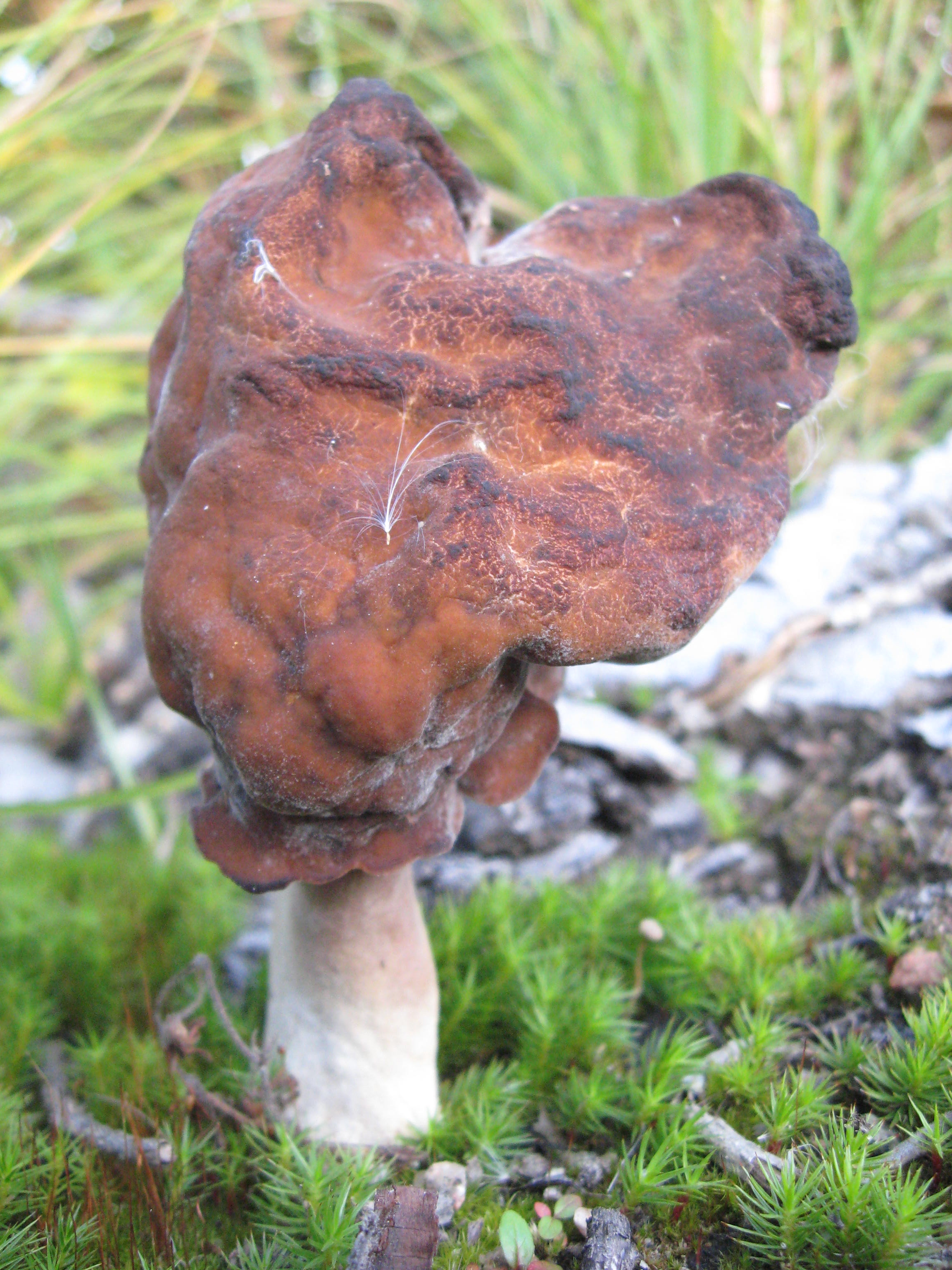
P. infula no norte de Sascachevão, Canadá.

## Distribuição e habitat
P. infula é amplamente distribuída em florestas boreais, montanhosas e temperadas da América do Norte. Sua distribuição na América do Norte se estende ao norte até o Canadá e ao sul até o México. Também foi relatada na América do Sul, Europa, e Ásia.
O fungo pode ser encontrado crescendo isoladamente ou em grupos esparsos em florestas temperadas de coníferas no outono, frequentemente em madeira podre. Também é comumente encontrado em solo compactado, como ao lado de estradas rurais ou em acampamentos. As coníferas associadas incluem Picea glauca, Picea mariana, Picea sitchensis, Pinus contorta, Pinus banksiana, Pinus monticola, Abies balsamea, Abies grandis, Pseudotsuga menziesii, Tsuga heterophylla, Larix occidentalis, Thuja plicata, bem como espécies de árvores decíduas como Populus balsamifera, Populus tremuloides, Acer macrophyllum, espécies de Alnus e Betula papyrifera.

## Toxicidade
Esse fungo tem sido amplamente considerado não comestível, pois por muito tempo se acreditou que continha o composto tóxico giromitrina, presente em algumas espécies de Gyromitra, que, quando digerido, é metabolizado em monometil-hidrazina, um componente importante de combustível de foguete. No entanto, um estudo mais recente de 2023 não encontrou traços de giromitrina em Paragyromitra infula usando um novo método de cromatografia.